# Classification de Sibley-Ahlquist
La classification de Sibley - Ahlquist est une nouvelle classification des oiseaux, proposée par Charles Gald Sibley, Jon Edward Ahlquist et Burt L Monroe, dans une étude publiée en 1988, dans la revue The Auk. Les chercheurs se sont basés sur l'étude de l'hybridation de l'ADN, une approche nouvelle à cette époque. Elle a considérablement modifié la liste traditionnelle des ordres et des familles d'oiseaux. 
Acceptée par un grand nombre d'ornithologues nord-américains, dont l'Union des ornithologues américains, elle n'a été que partiellement et très progressivement adoptée dans les autres régions du monde où l'on a seulement intégré certaines modifications à la classification traditionnelle (voir la classification adoptée par la CINFO, réunie en 1991, ou celle du Handbook of the Birds of the World).
La vision traditionnelle de l'évolution des Neornithes (oiseaux modernes) est de placer à la base de l'arbre phylogénétique, après les ratites et tinamous, les groupes d'oiseaux marins tels que les manchots, les grèbes, les plongeons et pélicans, etc. 
La nouvelle classification a montré que les canards et les gallinacés étaient les parents les plus proches des ratites (qui intègrent les tinamous), formant les paléognathes. Les Galloanserae constituant une lignée ancienne parmi les Néognathes. Les groupes d'oiseaux marins traditionnellement considérés comme archaïques sont maintenant placés dans un ordre des Ciconiiformes élargi, qui comprend aussi les rapaces diurnes (Accipitridae, Sagittariidae et Falconidae) et les limicoles (Scolopacidae, Charadriidae, Laridae, etc.).
Cette classification compte 23 ordres.
Cependant ces analyses ADN, considérées parfois comme définitives, ont fait perdre de vue les autres caractères taxonomiques (biogéographiques, morphologiques, éthologiques, écologiques et physico-chimiques) qui, réunis, servent à appuyer les études moléculaires et contribuent ainsi à une meilleure classification. Par ailleurs, ces études fondées sur les hybridations d'ADN nucléaire cèdent maintenant la place aux analyses sur l'ADN mitochondrial permettant de déterminer des affinités à la fois sur des taxons relativement éloignés et très proches.
La classification reconnue actuellement par le plus grand nombre d'ornithologues prend en compte à la fois les avancées de la classification de Sibley-Ahlquist modérées par le recours aux autres caractères taxonomiques et tenant compte des travaux les plus récents.

## Paleognathae

### Ratitae

#### Struthioniformes
1. Struthionidae
2. Rheidae
3. Casuariidae
4. Apterygidae

#### Tinamiformes
1. Tinamidae

## Neognathae

### Galloanserae

#### Gallomorphae

##### Craciformes
1. Cracidae
2. Megapodiidae

##### Galliformes
1. Phasianidae
2. Numididae
3. Odontophoridae

#### Anserimorphae

##### Anseriformes
1. Anhimidae
2. Anseranatidae
3. Dendrocygnidae
4. Anatidae

### Turnicae

#### Turniciformes
1. Turnicidae

### Picae

#### Piciformes
1. Indicatoridae
2. Picidae
3. Megalaimidae
4. Lybiidae
5. Ramphastidae

### Coraciae

#### Galbulimorphae

##### Galbuliformes
1. Galbulidae
2. Bucconidae

#### Bucerotimorphae

##### Bucerotiformes
1. Bucerotidae
2. Bucorvidae

##### Upupiformes
1. Upupidae
2. Phoeniculidae
3. Rhinopomastidae

#### Coraciimorphae

##### Trogoniformes
1. Trogonidae

##### Coraciiformes
1. Coraciidae
2. Brachypteraciidae
3. Leptosomidae
4. Todidae
5. Alcedinidae
6. Halcyonidae
7. Cerylidae
8. Meropidae

### Coliae

#### Coliiformes
1. Coliidae

### Passerae

#### Cuculimorphae

##### Cuculiformes
1. Cuculidae
2. Centropidae
3. Coccyzidae
4. Opisthocomidae
5. Crotophagidae
6. Neomorphidae

#### Psittacimorphae

##### Psittaciformes
1. Psittacidae

#### Apodimorphae

##### Apodiformes
1. Apodidae
2. Hemiprocnidae

##### Trochiliformes
1. Trochilidae

#### Strigimorphae

##### Musophagiformes
1. Musophagidae

##### Strigiformes
1. Tytonidae
2. Strigidae
3. Aegothelidae
4. Podargidae
5. Batrachostomidae
6. Steatornithidae
7. Nyctibiidae
8. Eurostopodidae
9. Caprimulgidae

#### Passerimorphae

##### Columbiformes
1. Raphidae
2. Columbidae

##### Gruiformes
1. Eurypygidae
2. Otididae
3. Gruidae
4. Aramidae
5. Heliornithidae
6. Psophiidae
7. Cariamidae
8. Rhynochetidae
9. Rallidae
10. Mesitornithidae

##### Ciconiiformes
1. Pteroclidae
2. Thinocoridae
3. Pedionomidae
4. Scolopacidae
5. Rostratulidae
6. Jacanidae
7. Chionidae
8. Pluvianellidae
9. Burhinidae
10. Charadriidae
11. Glareolidae
12. Laridae
13. Accipitridae
14. Sagittariidae (Aves)
15. Falconidae
16. Podicipedidae
17. Phaethontidae
18. Sulidae
19. Anhingidae
20. Phalacrocoracidae
21. Ardeidae
22. Scopidae
23. Phoenicopteridae
24. Threskiornithidae
25. Pelecanidae
26. Ciconiidae
27. Fregatidae
28. Spheniscidae
29. Gaviidae
30. Procellariidae

##### Passeriformes
1. Acanthisittidae
2. Pittidae
3. Eurylaimidae
4. Philepittidae
5. Sapayoidae
6. Tyrannidae
7. Thamnophilidae
8. Furnariidae
9. Formicariidae
10. Conopophagidae
11. Rhinocryptidae
12. Climacteridae
13. Menuridae
14. Ptilonorhynchidae
15. Maluridae
16. Meliphagidae
17. Pardalotidae
18. Petroicidae
19. Irenidae
20. Orthonychidae
21. Pomatostomidae
22. Laniidae
23. Vireonidae
24. Corvidae
25. Callaeatidae
26. Picathartidae
27. Bombycillidae
28. Cinclidae
29. Muscicapidae
30. Sturnidae
31. Sittidae
32. Certhiidae
33. Paridae
34. Aegithalidae
35. Hirundinidae
36. Regulidae
37. Pycnonotidae
38. Hypocoliidae
39. Cisticolidae
40. Zosteropidae
41. Sylviidae
42. Alaudidae
43. Nectariniidae
44. Melanocharitidae
45. Paramythiidae
46. Passeridae
47. Motacillidae
48. Fringillidae